# 柬中友好协会
柬中友好协会（法語：Association d'amitié khmero-chinoise，简称AAKC）是柬埔寨的一个组织，寻求促进柬埔寨与中国之间的联系。
兰涅特担任该协会的主席，蒲才任总书记，符宁出任副主席。该协会的其他领导人包括胡荣、狄奥尔等人。乔森潘是新闻和期刊小组委员会的成员。该协会在北京有一个名为中柬友好协会的姐妹协会。
柬中友好协会于1964年9月成立，当时柬埔寨与中华人民共和国有着良好的双边关系。该协会代表了不同的政治倾向。随着中国文化大革命的进行，该协会越来越直言不讳地支持毛泽东思想。
西哈努克亲王于1967年9月1日禁止该协会活动，其他的国家友好协会也同时被禁止活动。包括蒲才在内的数名柬中友好协会重要成员遭到逮捕。1970年政变后蒲才获得释放。在柬中友好协会被解散后，柬埔寨—中国友好全国委员会立即被建立，这是一个所有左翼领导人都没有参加的新的柬中友好组织。柬埔寨—中国友好全国委员会抗议柬埔寨政府禁止柬中友好协会的活动。
在柬中友好协会活跃的团体继续以亲华派存在于柬埔寨共产党的内部。亲华派势力主要在西南地区具有影响力，直到1975年被波尔布特集团制服。1977年，亲华派遭到清洗，其主要领导人被处决。